# Weltraumpolitik
Weltraumpolitik bezeichnet den politischen Entscheidungsprozess und die Anwendung der öffentlichen Ordnung eines Staates (oder eines Staatenbundes) in Bezug auf die Raumfahrt und die Nutzung des Weltraums, sowohl für zivile (wissenschaftliche und kommerzielle), als auch für militärische Zwecke. Internationale Verträge wie der Weltraumvertrag von 1967 versuchen, die friedliche Nutzung des Weltraums zu maximieren und die Militarisierung des Weltraums einzuschränken.
Die Weltraumpolitik überschneidet sich sowohl mit der Wissenschaftspolitik, da nationale Weltraumprogramme häufig Forschung in der Weltraumwissenschaft durchführen oder finanzieren, als auch mit der Verteidigungspolitik für Anwendungen wie Spionagesatelliten und Antisatellitenwaffen. Es umfasst auch staatliche Regulierung von Aktivitäten Dritter, wie kommerzielle Kommunikationssatelliten und private Raumfahrt.

## Weltraumrecht
Das Weltraumrecht ist ein Rechtsgebiet, das das nationale und internationale Recht umfasst, das Aktivitäten im Weltraum regelt. Derzeit gibt es fünf Verträge, die den Körper des internationalen Weltraumrechts bilden.
Die Anfänge des Weltraumrechts begannen mit dem Start des weltweit ersten künstlichen Satelliten durch die Sowjetunion im Oktober 1957. Der Satellit mit dem Namen Sputnik 1 wurde im Rahmen des Internationalen Geophysikalischen Jahres gestartet. Seitdem hat sich das Weltraumrecht weiterentwickelt und an Bedeutung gewonnen, da die Menschheit zunehmend weltraumgestützte Ressourcen nutzt und auf diese angewiesen ist.

## Richtlinien verschiedener Länder

### Sowjetunion
Die Sowjetunion wurde mit dem Start ihres ersten Satelliten Sputnik 1 am 4. Oktober 1957 zum ersten Raumfahrtstaat der Welt.

### Vereinigte Staaten
Die Weltraumpolitik der Vereinigten Staaten von Amerika wird von der Exekutive auf Anweisung des Präsidenten entworfen und dem Gesetzgebungsverfahren des Kongresses zur Genehmigung und Einrichtung der Finanzierung vorgelegt. Der Präsident besitzt ebenfalls das Recht auch mit anderen Nationen zu verhandeln und Weltraumverträge im Namen der USA zu unterzeichnen. Das Resultat der Weltraumpolitik des Kongresses ist ein Gesetzesentwurf, in dem die politischen Ziele und die Finanzierung für deren Umsetzung dem Präsidenten zur Unterzeichnung vorgelegt werden.
Die zivile und wissenschaftliche Weltraumpolitik wird von der National Aeronautics and Space Administration (NASA, nach dem 29. Juli 1958) durchgeführt, die militärischen Weltraumaktivitäten (Kommunikation, Aufklärung, Geheimdienst, Kartierung und Raketenabwehr) werden hingegen von verschiedenen Agenturen des Verteidigungsministeriums gesteuert. Der Präsident ist rechtlich dafür verantwortlich zu entscheiden, welche Weltraumaktivitäten in den zivilen und militärischen Bereich fallen. Darüber hinaus betreibt die National Oceanic and Atmospheric Administration verschiedene Dienste mit Weltraumkomponenten wie das Landsat-Programm.
Der Präsident berät sich mit der NASA und dem Verteidigungsministerium über ihre Pläne für Weltraumaktivitäten für mögliche Ideen für den dem Kongress vorgelegten Richtlinienentwurf. Er berät sich auch mit dem Nationalen Sicherheitsrat, dem Office of Science and Technology Policy und dem Office of Management and Budget, um die erforderlichen Mittel für die vorgeschlagenen Programme bereitzustellen.
Sobald der Entwurf oder der Vertrag des Präsidenten dem Kongress vorgelegt wurde, wird die zivile Politik vom Unterausschuss für Weltraum und Luftfahrt des Repräsentantenhauses und vom Unterausschuss für Wissenschaft und Raumfahrt des Senats überprüft. Diese Ausschüsse üben auch die Aufsicht über die Operationen der NASA und die Untersuchung von Unfällen wie dem Feuer von Apollo 1 von 1967 aus. Die Militärpolitik wird vom Unterausschuss für strategische Streitkräfte des Repräsentantenhauses und dem Unterausschuss für strategische Streitkräfte des Senats sowie vom Ständigen Sonderausschuss des Repräsentantenhauses für Geheimdienste und dem Sonderausschuss des Senats für Geheimdienste überprüft und überwacht. Die Bemühungen um die Weltraumpolitik werden von Kongressbehörden wie dem Congressional Research Service, dem Congressional Budget Office und dem Government Accountability Office unterstützt.

### Europäische Weltraumorganisation und Europäische Union

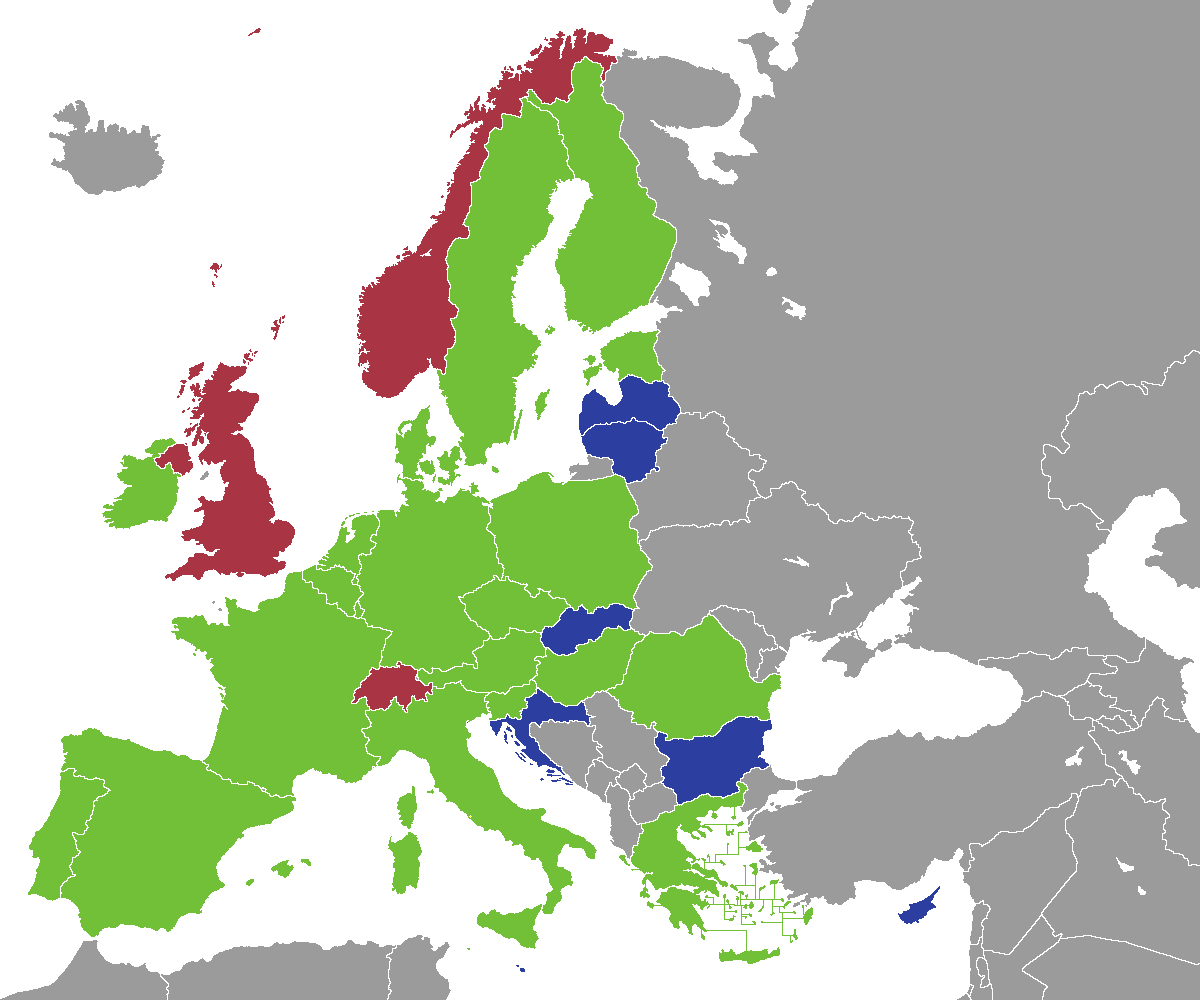
Die ESA ist eine internationale Organisation, deren Mitgliedschaft sich mit der der EU überschneidet, aber nicht mit ihr übereinstimmt.
ESA und EU Mitgliedsländer
ESA Mitgliedsländer
EU Mitgliedsländer

Die Europäische Weltraumorganisation (ESA) ist die gemeinsame Weltraumorganisation vieler europäischer Nationen. Sie ist unabhängig von der Europäischen Union, obwohl die Europäische Weltraumpolitik von 2007 einen Rahmen für die Koordinierung zwischen den beiden Organisationen und Mitgliedstaaten bietet, einschließlich Themen wie Sicherheit und Verteidigung, Zugang zum Weltraum, Weltraumwissenschaft und Weltraumforschung.
Die ESA wurde gegründet, um als Gegengewicht zu den dominierenden Raumfahrtprogrammen der Vereinigten Staaten und der Sowjetunion zu dienen und die wirtschaftliche und militärische Unabhängigkeit Europas zu fördern. Dazu gehörte die Entwicklung der Ariane-Raketen, die bis 1985 über 40 Prozent des kommerziellen Trägermarktes in der freien Welt erobert hatten. Das ESA-Budget ist in obligatorische und freiwillige Programme aufgeteilt, wobei letztere es einzelnen Mitgliedsstaaten ermöglichen, ihre eigenen nationalen Weltraumziele innerhalb der Organisation zu verfolgen.
Im Vorschlag des Generaldirektors der ESA für die Europäische Raumfahrtpolitik heißt es: „Weltraumsysteme sind strategische Vermögenswerte, die die Unabhängigkeit und die Bereitschaft zur Übernahme globaler Verantwortung demonstrieren. Ursprünglich als Verteidigungs- oder Wissenschaftsprojekte entwickelt, stellen sie heute auch kommerzielle Infrastrukturen bereit, von denen wichtige Wirtschaftszweige abhängen und die für das tägliche Leben der Bürger relevant sind (...) Europa braucht eine wirksame Weltraumpolitik, um in ausgewählten Politikbereichen im Einklang mit den europäischen Interessen und Werten weltweit führend zu sein.“
In der letzten Hälfte der 2010er Jahre hat die ESA große Anstrengungen unternommen, um Europa im Wettbewerb um die Entwicklung neuer raumfahrtpolitischer Strategien zu stärken. Dazu gehörte eine enorme Aufstockung des ESA-Haushalts, die von Ländern wie Italien, Frankreich und Deutschland gefördert wurde.

### China
Für die chinesische Raumfahrt war seit dem 4. Januar 1965, also dem Start des „Projekts 651“ zum Bau eines Satelliten, das Siebte Ministerium für Maschinenbauindustrie zuständig. Nach mehreren Umstrukturierungen gingen daraus am 1. Juli 1999 die China Aerospace Science and Industry Corporation und die China Aerospace Science and Technology Corporation hervor. Für die organisatorischen Aspekte und als Ansprechpartner für das Ausland war bereits sechs Jahre vorher, am 22. April 1993, unter dem Dach der Kommission für Wissenschaft, Technik und Industrie für Landesverteidigung die Nationale Raumfahrtbehörde Chinas gegründet worden, die sich nur mit unbemannter Raumfahrt befasst. Das Pendant für die bemannte Raumfahrt ist das am 21. September 1992 gegründete und seit dem 1. Januar 2016 der Abteilung für Waffenentwicklung der Zentralen Militärkommission unterstehende Büro für bemannte Raumfahrt.
Die Richtlinien der Raumfahrt werden seit der am 1. Januar 2016 in Kraft getretenen Tiefgreifenden Reform der Landesverteidigung und des Militärs von der Nationalen Behörde für Wissenschaft, Technik und Industrie in der Landesverteidigung und der Abteilung für Waffenentwicklung der Zentralen Militärkommission festgelegt, wobei die letzte Entscheidung häufig vom Staatsrat der Volksrepublik China getroffen wird. Die Staatliche Kommission für Entwicklung und Reform hat die Möglichkeit Vorschläge zu machen. Großprojekte und größere Gesetzesvorhaben wie die Regulierung der privaten Raumfahrt müssen vom Nationalen Volkskongress bestätigt werden.
Unabhängig von den nach mehrjähriger Prüfung auf Machbarkeit, Aufrechterhaltbarkeit und Zukunftspotential eingebrachten Projektvorschlägen aus Industrie und Wissenschaft können der Nationale Volkskongress und die Politische Konsultativkonferenz des chinesischen Volkes auch in Eigeninitiative Zielvorgaben machen, so zum Beispiel am 12. März 2021 die Forderung nach bis 2035 vorzulegenden Lösungsansätzen für eine Marsumrundung. In jenem Fall erarbeitete die Chinesische Akademie für Trägerraketentechnologie ein auf laufenden Vorplanungen beruhendes Konzept für ein Raumtransportsystem für bemannte Marserkundung, das drei Monate später der Öffentlichkeit vorgestellt wurde.

### Russische Föderation und Ukraine
Die Russische Föderation erhielt ihre Raumfahrtprogramme 1991 von ihrem Vorgängerstaat, der Sowjetunion. Russlands zivile Raumfahrtbehörde ist die Roskosmos, und ihr militärisches Gegenstück sind die russischen Streitkräfte Luft-Weltraum-Verteidigung. Die ukrainische Raumfahrtbehörde ist die Staatliche Weltraumagentur der Ukraine, die sowohl zivile als auch militärische Programme abwickelt.
In den 1980er Jahren galt der technologische Fortschritt der Sowjetunion kleiner als der der Vereinigten Staaten. Dennoch übertraf sie die USA in ihrem Weltraumbudget. Ihre Kosmonauten hatten dreimal so viele Tage im Weltraum verbracht wie amerikanische Astronauten. Die Sowjetunion war auch eher bereit, langfristige Programme wie die Raumstationsprogramme Saljut und Mir in Angriff zu nehmen und erhöhte ihre Investitionen in Weltraumprogramme in den 1970er und 1980er Jahren.
Nach der Auflösung der Sowjetunion gab es in den 1990er Jahren ernsthafte finanzielle Probleme, was Roskosmos dazu ermutigte, zu improvisieren und nach anderen Wegen zu suchen, um Weltraumprogramme am Laufen zu halten. Dies führte zur führenden Rolle von Roskosmos bei kommerziellen Satellitenstarts und dem Weltraumtourismus. Während wissenschaftliche Missionen wie interplanetare Sonden oder Astronomiemissionen in diesen Jahren eine sehr geringe Rolle spielten, obwohl Roskosmos Verbindungen zu russischen Luft- und Raumfahrtkräften hat und sein Budget nicht Teil des Verteidigungsbudgets des Landes ist, gelang es Roskosmos, die Raumstation Mir weiter zu betreiben. Weit über ihre geplante Lebensdauer hinaus tragen diese zur Internationalen Raumstation bei und fliegen weiterhin zusätzliche Sojus- und Progress-Missionen.
Die russische Wirtschaft boomte während des gesamten Jahres 2005 aufgrund der hohen Preise für Exporte wie Öl und Gas, die Aussichten für spätere Finanzierungen verbesserten sich. Das Raumfahrtbudget des Bundes für das Jahr 2009 blieb trotz der Weltwirtschaftskrise unverändert und belief sich auf rund 82 Milliarden Rubel (2 Milliarden Euro). Zu den aktuellen Prioritäten des russischen Weltraumprogramms gehören die neue Angara-Raketenfamilie und die Entwicklung neuer Kommunikations-, Navigations- und Erdfernerkundungs-Raumschiffe. Das globale Navigationssatellitensystem GLONASS gehört seit vielen Jahren zu den obersten Prioritäten und hat eine eigene Haushaltslinie im Weltraumbudget des Bundes erhalten.

### Indien
Der Zweck des indischen Weltraumprogramms wurde von Vikram Sarabhai (der als Vater des indischen Weltraumprogramms gilt) gezeichnet durch folgendes Zitat:

„Es gibt einige, die die Relevanz von Weltraumaktivitäten in einem Entwicklungsland in Frage stellen. Für uns gibt es keine Zweideutigkeit dieses Zwecks (...) wir sind davon überzeugt, dass wir bei der Anwendung fortschrittlicher Technologien auf die realen Probleme von Mensch und Gesellschaft unübertroffen sein müssen, wenn wir national und in der Gemeinschaft der Nationen eine bedeutende Rolle spielen wollen“

Das Department of Space (DoS) ist die indische Regierungsbehörde, die für die Verwaltung des indischen Raumfahrtprogramms zuständig ist. Es verwaltet mehrere Agenturen und Institute im Zusammenhang mit Weltraumforschung und Weltraumtechnologien. Das indische Weltraumprogramm im Rahmen des DoS zielt darauf ab, die Entwicklung und Anwendung von Weltraumwissenschaften und -technologie zum sozioökonomischen Nutzen des Landes zu fördern. Es umfasst zwei große Satellitensysteme, INSAT für Kommunikation, Fernsehübertragung und meteorologische Dienste sowie das indische Fernerkundungssatellitensystem (IRS) für die Überwachung und Verwaltung von Ressourcen. Es hat auch zwei Satelliten-Trägerraketen entwickelt, Polar Satellite Launch Vehicle (PSLV) und Geosynchronous Satellite Launch Vehicle (GSLV), um Satelliten der IRS- und INSAT-Klasse in die Umlaufbahn zu bringen.